# Богомель
Богомель — деревня в Седельниковском районе Омской области. Входит в состав Унарского сельского поселения.

## История
Основана в 1896 г. В 1928 г. состояла из 58 хозяйств, основное население — белоруссы. В составе Унарского сельсовета Екатерининского района Тарского округа Сибирского края.

## Население
| 1926 | 2010 |
| ---- | ---- |
| 354  | ↘84  |